# Gouvernement Oddsson II
République d'Islande
Oddsson I Oddsson III
Le gouvernement Davíð Oddsson II (Önnur ríkisstjórn Davíðs Oddssonar) était le gouvernement de la République d'Islande du 23 avril 1995 au  28 mai 1999.

## Coalition
Dirigé par le Premier ministre conservateur sortant Davíð Oddsson, il était soutenu par une coalition gouvernementale de centre droit entre le Parti de l'indépendance (Sja) et le Parti du progrès (Fram), qui détenaient 40 députés sur 63 à l’Althing, soit 63,4 % des sièges.
Il succédait au gouvernement Davíð Oddsson I, formé en 1991 et soutenu par une grande coalition entre le Sja et les sociaux-démocrates et a cédé sa place au gouvernement Oddsson III, à nouveau soutenu par le centre-droit.

## Composition
| Fonction                                                  | Titulaire                     | Titulaire                                 | Parti |
| --------------------------------------------------------- | ----------------------------- | ----------------------------------------- | ----- |
| Premier ministre                                          |                               | Davíð Oddsson                             | Sja   |
| Ministre des Affaires étrangères                          |                               | Halldór Ásgrímsson                        | Fram  |
| Ministre des Finances                                     |                               | Friðrik Sophusson (jusqu'au 16/04/1998)   | Sja   |
| Ministre des Finances                                     | Geir Haarde                   |                                           | Sja   |
| Ministre de la Pêche et de la Justice                     |                               | Þorsteinn Pálsson (jusqu'au 11/05/1999)   | Sja   |
| Ministre de la Pêche et de la Justice                     | Intérim de Davíð Oddsson      |                                           | Sja   |
| Ministre de l'Industrie et du Commerce                    |                               | Finnur Ingólfsson                         | Fram  |
| Ministre de la Santé et de la Sécurité sociale            |                               | Ingibjörg Pálmadóttir                     | Fram  |
| Ministre de l'Éducation, de la Culture et de la Recherche |                               | Björn Bjarnason                           | Sja   |
| Ministre de l'Agriculture                                 |                               | Guðmundur Bjarnason (jusqu'au 11/05/1999) | Fram  |
| Ministre de l'Agriculture                                 | Intérim de Halldór Ásgrímsson |                                           | Fram  |
| Ministre des Transports                                   |                               | Halldór Blöndal                           | Sja   |
| Ministre des Affaires sociales                            |                               | Páll Pétursson                            | Fram  |
| Ministre de l'Environnement                               |                               | Guðmundur Bjarnason (jusqu'au 11/05/1999) | Fram  |
| Ministre de l'Environnement                               | Intérim de Halldór Ásgrímsson |                                           | Fram  |